# Stenotaenia
Stenotaenia là chi thực vật có hoa trong họ Apiaceae.